# Inkaras Kaunas
FK Inkaras (Futbolo Klubas Inkaras) var en litauisk fotbollsklubb från staden Kaunas. 

## Historia
Klubben grundades 1937 och har vunnit den inhemska ligan (1950, 1951, 1954, 1964, 1965, 1995, 1996).
Slutligen försvunnit 2003.

## Namnbyte
- 1937 – Inkaras Kaunas
- 1991 – Vytis-Inkaras Kaunas
- 1991 – Inkaras Kaunas
- 1994 – Inkaras-Grifas Kaunas
- 1997 – Inkaras Kaunas

## Meriter
- A Lyga
litauiska mästare (7): 1950, 1951, 1954, 1964, 1965, 1995, 1996.
- Litauiska Cupen
Cupmästare (7) 1948, 1949, 1951, 1954, 1965, 1969, 1995
- Litauiska Supercupen
Litauens supercup: (1): 1995

## Placering tidigare säsonger
sedan 1991
| Säsong    | Nivå | Liga          | Placering | Referens | Kommentar    |
| --------- | ---- | ------------- | --------- | -------- | ------------ |
| 1991      | 1    | Lietuvos lyga | 14        | [ 2 ]    |              |
| 1991/1992 | 1    | Lietuvos lyga | 10        | [ 3 ]    |              |
| 1992/1993 | 1    | Lietuvos lyga | 9         | [ 4 ]    |              |
| 1993/1994 | 1    | Lietuvos lyga | 8         | [ 5 ]    |              |
| 1994/1995 | 1    | I lyga        | 1         | [ 6 ]    | 🏆 LFF Cupen |
| 1995/1996 | 1    | I lyga        | 1         | [ 7 ]    | 🏆 LFF Cupen |
| 1996/1997 | 1    | I lyga        | 3         | [ 8 ]    | 🏆 LFF Cupen |
| 1997/1998 | 1    | Lietuvos lyga | 4         | [ 9 ]    |              |
| 1998/1999 | 1    | I lyga        | 5         | [ 10 ]   |              |
| 1999      | 1    | LFF lyga      | 6         | [ 11 ]   |              |
| 2000      | 1    | LFF lyga      | 9         | [ 12 ]   |              |
| 2001      | 1    | A lyga        | 5         | [ 13 ]   |              |
| 2002      | 1    | A lyga        | 5         | [ 14 ]   |              |

## Färger
FK Inkaras spelar i vit och blå trikåer.
| INKARAS | INKARAS |

### Trikåer
| 1999/2000 · Hemmaställ | 1999/2000 · Bortaställ |